# Monira
Monira ist ein sehr kleiner Einschlagkrater auf der Mondvorderseite am nordöstlichen inneren Rand des Kraters Alphonsus.
Die namentliche Bezeichnung geht auf eine ursprünglich inoffizielle Bezeichnung auf Blatt 77D3/S1 der Topophotomap-Kartenserie der NASA zurück, die von der IAU 1976 übernommen wurde.